# Бабе (Сопот)
Бабе је насеље у Градској општини Сопот у Граду Београду. Према попису из 2022. било је 307 становника.

## Историја
Бабе се налази у долини истоименог потока, северозападно од Сопота. Бабе су насеље новијег датума. У „Списку алија Београдске Нахије налазећи се у 1834. години“ под Н.12 (Државна архива, Београд) помиње се алија Бабе која „ содержава у себе дужине и ширине по ¾ од сата. У овој алији (Алија-спахиска земља која је после одласка Турака припадала Србима ) налази се свега ораће земље 191 дан, завате Д., косанице 230 ко. И винограда 67 мотика; остало је све жирородна гора, шеварице нема. У луг зарасле земље нема. Зиратна пак земља више је дивјачна. На овој алији насељено село Бабе још у време покоиног Г-ра Ђорђа које се из 24 куће састои и оно сву зирити. Спахији ништа није плаћао осим обичног десетка.“
На основу овога може се утврдити, да је ово насеље постало првих десетина 19. века. На овој алији најпре су се населили преци Новићића-Симића. Они су старином од Сјенице, одакле су прво дошли у Ђуринце, па пошто су им се ту „митиљавиле овце“ пређу и населе се у Бабе.. (подаци датирају од 1718—1925. г).
Овде се налази Црква Светог деспота Стефана у Бабама.

## Демографија
У насељу Бабе живи 282 пунолетна становника, а просечна старост становништва износи 48,2 година (47,1 код мушкараца и 49,2 код жена). У насељу има 129 домаћинстава, а просечан број чланова по домаћинству је 2,57. (према попису из 2011. године)
Ово насеље је у великим делом насељено Србима (према попису из 2002. године).
|  |

| Демографија | Демографија | Демографија |
| Година      | Становника  | Становника  |
| ----------- | ----------- | ----------- |
| 1948.       | 606         |             |
| 1953.       | 632         |             |
| 1961.       | 532         |             |
| 1971.       | 371         |             |
| 1981.       | 297         |             |
| 1991.       | 278         | 276         |
| 2002.       | 332         | 340         |
| 2011.       | 348         |             |
| 2022.       | 307         |             |

| Етнички састав према попису из 2002.‍ | Етнички састав према попису из 2002.‍ | Етнички састав према попису из 2002.‍ | Етнички састав према попису из 2002.‍ | Етнички састав према попису из 2002.‍ |
| ------------------------------------ | ------------------------------------ | ------------------------------------ | ------------------------------------ | ------------------------------------ |
|                                      |                                      |                                      |                                      |                                      |
| Срби                                 | Срби                                 |                                      | 315                                  | 94,87%                               |
| Македонци                            | Македонци                            |                                      | 5                                    | 1,50%                                |
| Украјинци                            | Украјинци                            |                                      | 4                                    | 1,20%                                |
| Хрвати                               | Хрвати                               |                                      | 2                                    | 0,60%                                |
| Југословени                          | Југословени                          |                                      | 2                                    | 0,60%                                |
| Црногорци                            | Црногорци                            |                                      | 1                                    | 0,30%                                |
| непознато                            | непознато                            |                                      | 0                                    | 0,0%                                 |

| Година пописа     | 1948. | 1953. | 1961. | 1971. | 1981. | 1991. | 2002. |
| ----------------- | ----- | ----- | ----- | ----- | ----- | ----- | ----- |
| Број домаћинстава | 135   | 142   | 130   | 114   | 114   | 107   | 129   |

| Број чланова      | 1  | 2  | 3  | 4  | 5 | 6 | 7 | 8 | 9 | 10 и више | Просек |
| ----------------- | -- | -- | -- | -- | - | - | - | - | - | --------- | ------ |
| Број домаћинстава | 33 | 48 | 15 | 18 | 7 | 6 | 1 | 1 | 0 | 0         | 2,57   |

| Пол    | Укупно | Неожењен/Неудата | Ожењен/Удата | Удовац/Удовица | Разведен/Разведена | Непознато |
| ------ | ------ | ---------------- | ------------ | -------------- | ------------------ | --------- |
| Мушки  | 147    | 28               | 110          | 2              | 6                  | 1         |
| Женски | 144    | 17               | 98           | 27             | 2                  | 0         |
| УКУПНО | 291    | 45               | 208          | 29             | 8                  | 1         |

| Пол    | Укупно                    | Пољопривреда, лов и шумарство | Рибарство                            | Вађење руде и камена | Прерађивачка индустрија       |
| ------ | ------------------------- | ----------------------------- | ------------------------------------ | -------------------- | ----------------------------- |
| Мушки  | 53                        | 20                            | 0                                    | 0                    | 10                            |
| Женски | 26                        | 8                             | 0                                    | 0                    | 2                             |
| УКУПНО | 79                        | 28                            | 0                                    | 0                    | 12                            |
| Пол    | Производња и снабдевање   | Грађевинарство                | Трговина                             | Хотели и ресторани   | Саобраћај, складиштење и везе |
| Мушки  | 2                         | 6                             | 3                                    | 0                    | 8                             |
| Женски | 0                         | 1                             | 2                                    | 1                    | 1                             |
| УКУПНО | 2                         | 7                             | 5                                    | 1                    | 9                             |
| Пол    | Финансијско посредовање   | Некретнине                    | Државна управа и одбрана             | Образовање           | Здравствени и социјални рад   |
| Мушки  | 0                         | 0                             | 3                                    | 0                    | 0                             |
| Женски | 0                         | 0                             | 1                                    | 3                    | 5                             |
| УКУПНО | 0                         | 0                             | 4                                    | 3                    | 5                             |
| Пол    | Остале услужне активности | Приватна домаћинства          | Екстериторијалне организације и тела | Непознато            | Непознато                     |
| Мушки  | 1                         | 0                             | 0                                    | 0                    | 0                             |
| Женски | 2                         | 0                             | 0                                    | 0                    | 0                             |
| УКУПНО | 3                         | 0                             | 0                                    | 0                    | 0                             |